# Bronisław Sapecki
Bronisław Sapecki (ur. 6 października 1884 w Rymanowie, zm. 1952 tamże) – kapitan rezerwy piechoty Wojska Polskiego, podkomisarz Policji Państwowej.

## Życiorys
Urodził się 6 października 1884 w Rymanowie jako drugi z siedmiorga dzieci Antoniego (1857–1942), murarza, budowniczego) i Heleny z Federkiewiczów (1866–1940). Miał brata Jana (ur. 1887 lub 1888, zm. 1968).
W czerwcu 1907 jako eksternista zdał egzamin dojrzałości w C. K. III Gimnazjum w Krakowie. 
Został oficerem C. K. Armii. Został mianowany kadetem piechoty w rezerwie z dniem 1 stycznia 1910. Był przydzielony do 45 pułku piechoty. Na początku 1912 został mianowany chorążym piechoty w rezerwie z dniem 1 stycznia 1910 i nadal był przydzielony do 45 pułku. Później został awansowany na stopień podporucznika rezerwy z dniem 1 listopada 1914. Podczas I wojny światowej pozostawał z przydziałem do 45 pułku do ok. 1918
Po zakończeniu wojny dekretem Wodza Naczelnego Józefa Piłsudskiego z 19 lutego 1919 jako były oficer armii austro-węgierskiej został przyjęty do Wojska Polskiego z dniem 1 stycznia 1918 wraz z zatwierdzeniem posiadanego stopnia porucznika ze starszeństwem z dniem 1 lutego 1916 i rozkazem z tego samego dnia 19 lutego 1919 Szefa Sztabu Generalnego płk. Stanisława Hallera został przydzielony jako adiutant 3 batalionu Strzelców Sanockich od 1 listopada 1918. Został awansowany na stopień kapitana i został mianowany dowódcą utworzonego w 1921 37 batalionu celnego. Później został zweryfikowany w stopniu kapitana rezerwy piechoty ze starszeństwem z dniem 1 czerwca 1919. W 1923, 1924 był oficerem rezerwowym 2 pułku Strzelców Podhalańskich w Sanoku. 
Został funkcjonariuszem Policji Państwowej. W 1926 w stopniu podkomisarza był komendantem powiatowym PP w Kałuszu w Okręgu X Stanisławowskim. W 1934 jako rezerwy był przydzielony do Oficerskiej Kadry Okręgowej nr VI jako oficer pełniący służbę w Policji Państwowej w stopniach oficerów P. P. i pozostawał wówczas w ewidencji Powiatowej Komendy Uzupełnień Czortków.
Do 1940 był burmistrzem Rymanowa. Zmarł w 1952. Został pochowany na cmentarzu komunalnym w Rymanowie (kwatera D-6-67).

## Odznaczenia
- Srebrny Medal Waleczności II klasy (Austro-Węgry, przed 1916)[17]